# فرانك سوليفان
فرانك سوليفان هو لاعب هوكي الجليد كندي، ولد في 26 يوليو 1898 في تورونتو في كندا، وتوفي بنفس المكان في 8 يناير 1989.

## وصلات خارجية
- فرانك سوليفان على موقع EliteProspects.com (الإنجليزية)
- فرانك سوليفان على موقع Eurohockey.com (الإنجليزية)
- فرانك سوليفان على موقع أوليمبيديا (الإنجليزية)